# Pericolpa quadrigata
Pericolpa quadrigata is een schijfkwal uit de familie Periphyllidae. De kwal komt uit het geslacht Pericolpa. Pericolpa quadrigata werd in 1880 voor het eerst wetenschappelijk beschreven door Haeckel. 